# 언스클리프
언스클리프(영어: Earnscliffe)는 캐나다 온타리오주 오타와에 위치한 빅토리아 양식의 저택이다. 과거에 존 맥도널드 전 총리의 관저로 쓰였다. 현재는 주캐나다 영국 고등판무관의 관저로 쓰인다. 언스클리프는 오타와 강 위에 있는 맥도날드-카르티에 다리의 동쪽에서 바라본다. 레스터 P. 피어슨 빌딩의 건너편에 있으며 서섹스 드라이브의 북서쪽에 위치해 있다.
캐나다사적기념물위원회(영어: Historic Sites and Monuments Board of Canada)은 언스클리프를 캐나다의 국가사적으로 지정하였지만 대저택은 외교적인 용도로 쓰이는 관저로 방문객을 못 받는다. 스코틀랜드계 건축가 토마스 맥케이는 1855년에 그의 사위 존 맥키논(영어: John McKinnon)을 위해서 언스클리프를 지었다. 맥키논은 1866년에 갑자기 별세를 한 뒤로 맥케이의 다른 사위였던 토미스 키퍼(영어: Thomas Keefer)가 이 대저택을 매입하였다. 2년 후에 그는 철도 사업가 토마스 레이놀즈(영어: Thomas Reynolds)에게 팔렸다. 레이놀즈는 여러 해 동안 그곳에서 머문 도중에 "독수리의 절벽"이라는 뜻이 담긴 옛 영어 호칭인 언스클리프를 부여하였다.
리이놀즈가 1879년에 별세한 뒤 그의 아들이 1883년에 존 맥도널드 전 총리에게 팔았다.

## 같이 보기
- 주캐나다 영국 고등판무관 사무실